# Conradina grandiflora
Conradina grandiflora là một loài thực vật có hoa trong họ Hoa môi. Loài này được Small mô tả khoa học đầu tiên năm 1924.

## Hình ảnh

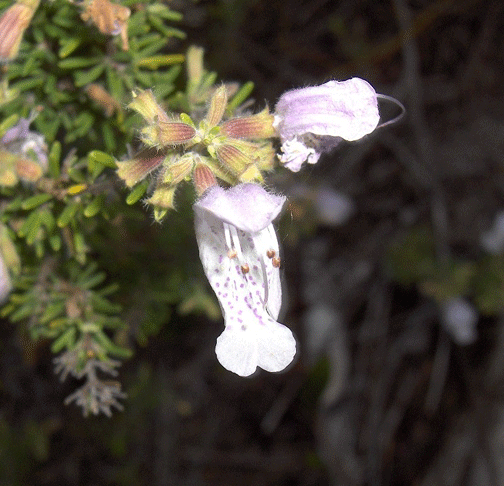
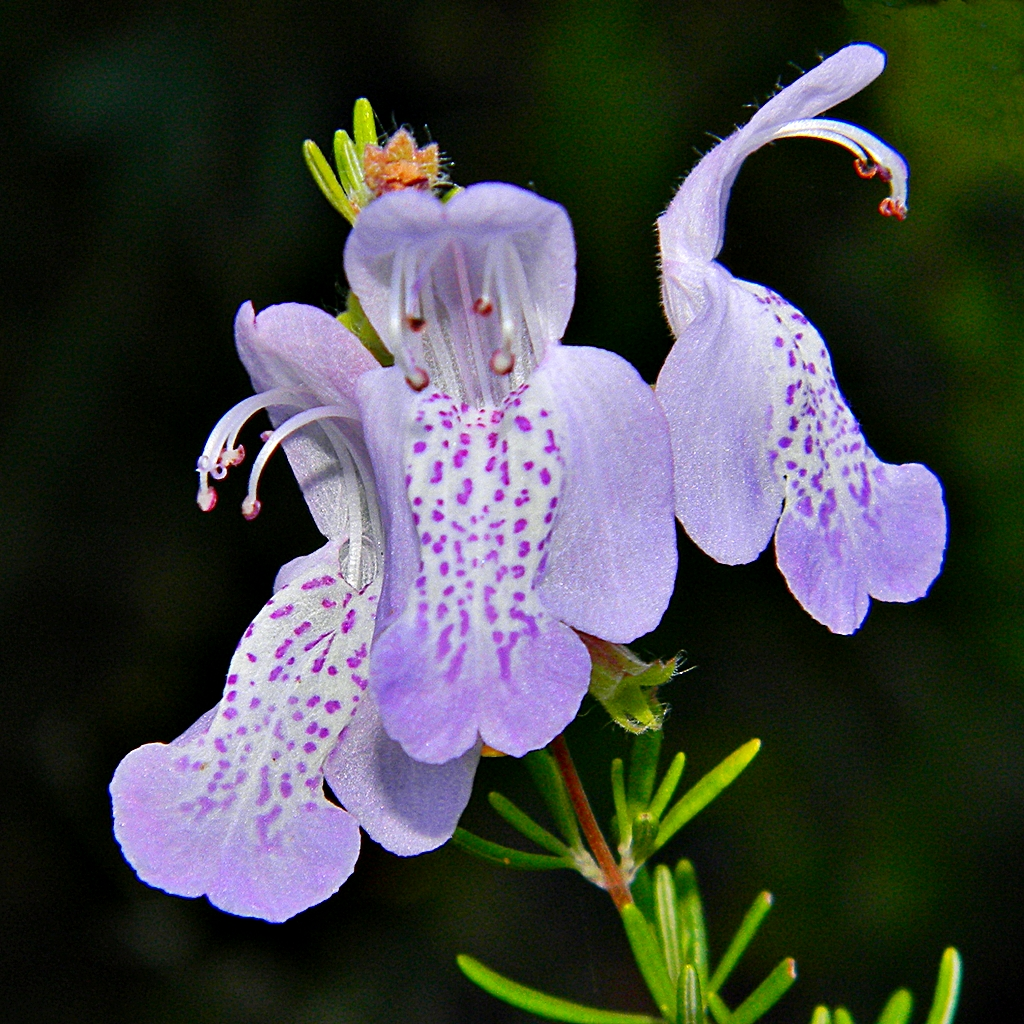
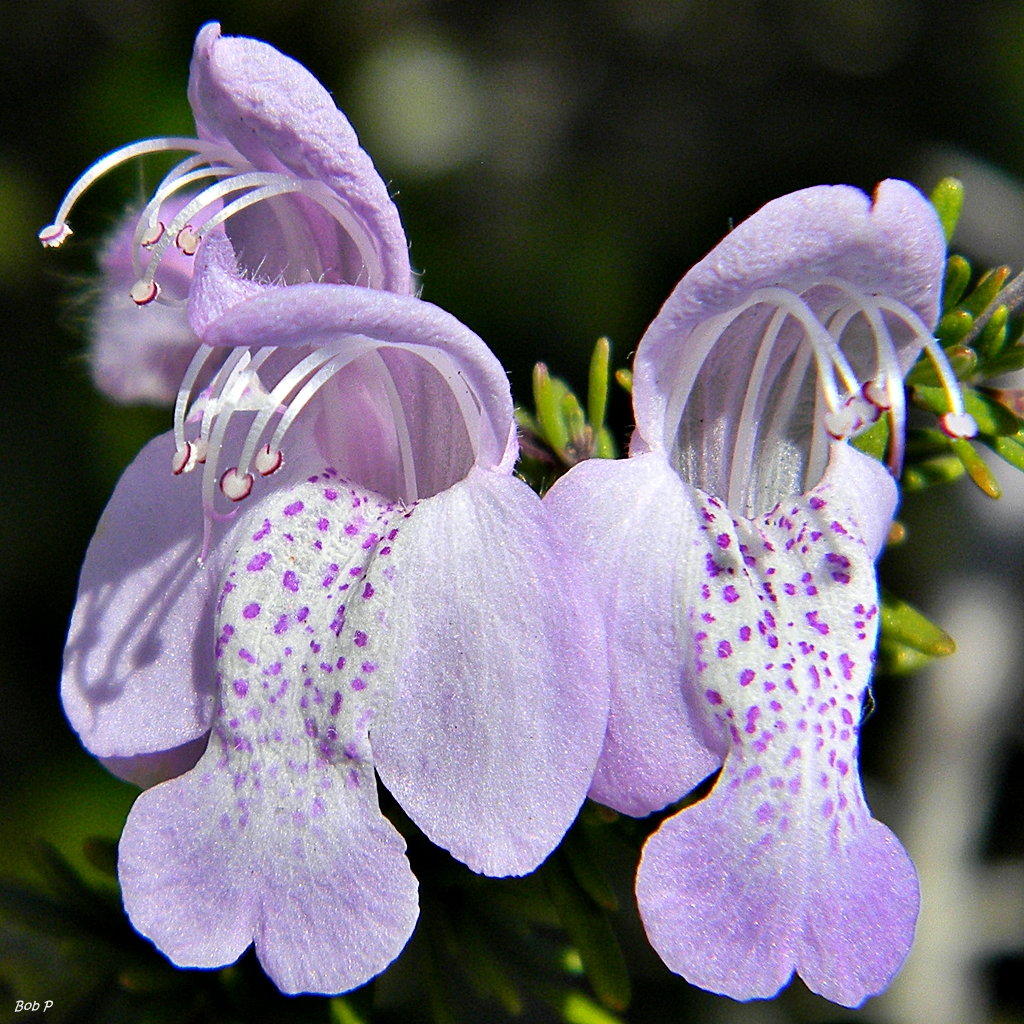
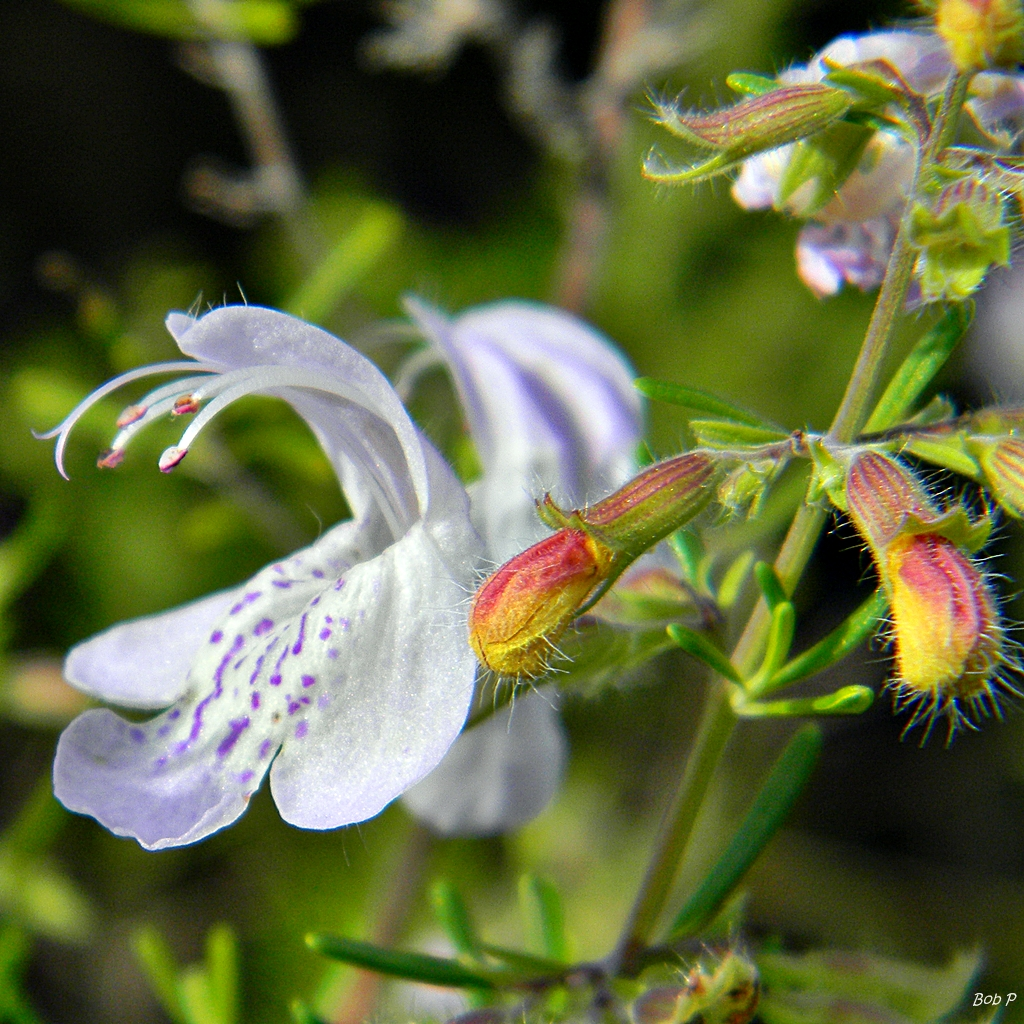